# Macropharyngodon meleagris
Macropharyngodon meleagris és una espècie de peix de la família dels làbrids i de l'ordre dels perciformes.

## Morfologia
Els mascles poden assolir els 15 cm de longitud total.

## Distribució geogràfica
Es troba des de l'est de l'oceà Índic fins a l'oest del Pacífic i Oceania.